# John Hunter (homme politique)
Pour les articles homonymes, voir John Hunter.
John Hunter, né à New York le 4 août 1778 et mort le 12 septembre 1852 dans son manoir de l'île Hunter, est un homme politique et homme d'affaires américain.

## Biographie

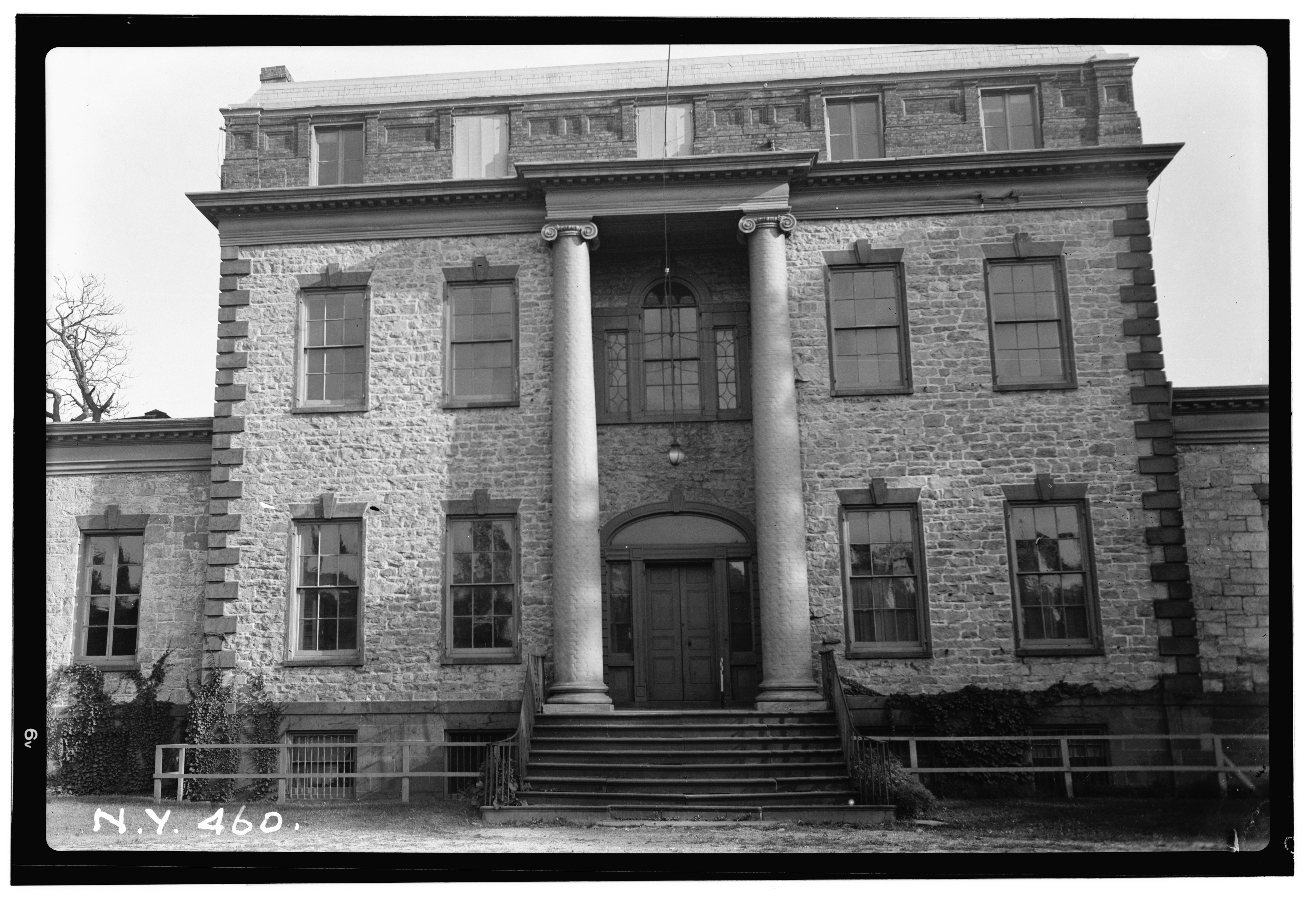
Ancien manoir de John Hunter sur l'île Hunter, aujourd'hui détruit

Né le 4 août 1778 à New York, il est le fils de Robert Hunter (vers 1735–1800) et de Ruth Hunter (vers 1757–1840), laquelle, veuve, épousera en 1806 le lieutenant-gouverneur John Broome.
Diplômé du Collège Columbia de New York, John Hunter épouse en 1799 Elizabeth Desbrosses (décédée en 1839), une riche héritière,.
Vers 1812, il achète Appleby's Island, qui devient par la suite  Hunter's Island, située au large de la ville de Pelham, dans le comté de Westchester, et qui fait maintenant partie d'Orchard Beach (Bronx) (en). Hunter y fait bâtit un grand manoir.
Élu membre du Sénat de l'État de New York en 1823, il y siège de nouveau de 1836 à 1843, aux 59e, 60e, 61e, 62e, 63e, 64e, 65e et 66e législatures de l'État de New York.
Mort le 12 septembre 1852, il est enterré dans son domaine puis réinhumé au cimetière Beechwoods de New Rochelle après la vente du domaine au maire Ambrose Kingsland en 1866.